# Novaculichthys woodi
Novaculichthys woodi és una espècie de peix de la família dels làbrids i de l'ordre dels perciformes.

## Morfologia
Els mascles poden assolir els 19,3 cm de longitud total.

## Distribució geogràfica
Es troba al sud del Japó i les Hawaii.